# 乒乓少女-闪光的彼方-
乒乓少女-闪光的彼方-（ 日语：卓球少女 -閃光のかなたへ-）是一部由画枚动画製作並由倪佳菲執導，Aniplex发行的動畫電影。原作为動畫工作室画枚动画的首部原创动画影集《白色閃電》。这部由全部3话剪辑为一部电影的日语总集篇剧场版定于2025年5月16日在日本上映。

## 剧情概要
出身乒乓球世家的张若饴，曾在冲击职业选手资格的关键比赛中遭遇挫败，远离了乒乓球。为摆脱过往羁绊，她去往远离故乡中国东北的杭州，就读于启明中学。她在这里结识学业、体育都很优秀的优等生王麓，性格开朗的乒乓球迷李新桐，以及桀骜不驯的问题少年丁晓。
过往的失败成为心结的若饴，在同伴影响下再次拿起了球拍。而王麓虽拥有实力，却因初中时的一次失利而产生的逃避心理和父母的影响下拒绝加入学校新成立的乒乓球队。但她在与另外三位少女的互动下重新思考对乒乓的态度。恰巧临江实验中学校队的龙芍和陈宁宁试图与张若饴打球，后者和王麓决定迎战。尽管一开始二人处于下风，但张若饴和王麓最终战胜了过去的自己，成功反败为胜。事后，王麓决定加入校队。四位少女将共同面对挑战。

## 角色

### 主要角色
张若饴（配音：夏川椎菜）
出生于姐姐是国家队选手、母亲担任地方选拔队教练的乒乓球世家。
性格认真严谨，从小追赶姐姐的脚步刻苦训练，却在参加省内选拔赛时遭遇败北。此后逐渐远离乒乓球。
为调整心态开启新生活，她离开生活多年的中国东北，来到母亲的故乡杭州。
王麓（配音：雨宫天）
学业运动双优的模范优等生。
初中时期曾是家乡战无不胜的著名乒乓球选手，却在参加市级选拔集训时遭遇人生首败。经历挫折后，她从此远离乒乓球。
高中时期担任班长和学生会干部并专注学业，却在入学首日因乒乓球而与张若饴意外相遇。
李新桐（配音：麻倉桃）
在自家体育用品店帮忙，自幼痴迷乒乓球的所谓"乒乓球御宅"。
对乒乓球的热忱无人能及，但实力平平。
性格明快开朗且乐于助人，在入学首日与座位后持有“冠军之路”系列乒乓球拍包的张若饴迅速熟络。
丁晓（配音：户松遥）
堪称被乒乓球之神眷顾的天赋型选手。
不像张若饴那样接受过系统基础训练，偏爱街头野球赛和自由随性的打法。
不仅乒乓球风格自由奔放，日常行为也我行我素，在学校被当作问题学生。

### 次要角色
龙芍（配音：和泉風花）
临江实验高中一年级学生，认为自己很酷的中二病。擅长速攻型打法，虽时有状态起伏，但胜负欲极强。与王麓是青梅竹马兼竞争对手。幼时总被家长拿来与成绩优异的王麓比较而心生不满，同时又因乒乓球实力超越王麓感到自豪，总想找机会炫耀自己的强大。虽未察觉本心，实则暗自希望王麓能继续打乒乓球。
陈宁宁（配音：石見舞菜香）
临江实验高中二年级学生，乒乓球队队长。出身知识分子家庭，身材高挑且社交能力强，却有腹黑一面的可靠前辈。外表冷酷实则喜欢可爱事物，觉得龙芍的中二言行宛如自家饲养的宠物贵宾犬般有趣。球风策略性强，能利用身高优势接住刁钻角度来球，唯独力量稍显不足。双打时擅长洞察对手动向，为搭档提供支援。
赵思晴（配音：津田美波）
启明高中二年级学生，乒乓球队队长。责任心强，性格爽朗豁达的学姐。注重健康管理，稍微有点财迷。为将乒乓球队从兴趣小组升级为正规的社团活动，竭力开展宣传和招新活动，但审美欠佳总是设计出土气传单。对资金管理严格把关，表面上遵循刘教练方针，实则真心期待队伍能取得佳绩赢得奖金。
刘昶（配音： 野田哲郎）
启明高中乒乓球队教练。年轻时是天赋异禀的选手，曾入选省代表队，却始终屈居好友之下甘当第二名。后因那位好友为求胜利过度损耗身体而退役，刘昶开始重新审视自己的乒乓球观，退役后选择执教道路。他希望学员们能享受乒乓球运动的乐趣。

## 制作人员
- 原作：画枚动画
- 导演：佳菲
- 制片人：贾雪雯
- 编剧：渣克、LAX、佳菲
- 角色设定：罗艺蓓、煎饼果子
- 作画导演：黄元哲
- 作画监督：张志浩、梁博雅
- 运动监督：胡博、SMDK
- 美术监督：浓眉超人、宋廷静
- 摄影监督：梁博文
- 音响监督：郭川
- 音乐：严世涛、薛振华
- 动画制作：杭州画枚动画设计有限公司
- 日语配音版
  - 音响监督：横田知加子（日语：横田知加子）
  - 音响制作：Glovision（日语：グロービジョン）
  - 发行：Aniplex
  - 协力：面白映画

## 制作与发行

### 背景
原作网络动画播出以后，2021 年发布的预告片在哔哩哔哩上的播放量已超过 180 万次；截至2024年8月30日，《白色闪电》全网播放量超过4000万次，周边全网销售额突破100万元；抖音全站累计播放量超2.1亿次，动画相关内容全网阅读量破4.7亿次。制作人贾雪雯透露，创作团队已与“海外头部发行公司”达成合作，2024年的下半年将进行中国海外影视发行权和商务推广。

### 宣传
2025年3月14日，官方正式宣布动画将作为总集篇剧场版引进至日本，命名为，由Aniplex担任日本地区的代理发行。此版本将于2025年5月16日在日本院线上映。4月18日，官方又发布第二个预告片，其中公开了新的由TrySail演唱的主题曲。上映前，官方为了隆重其事，推出了预售票赠品、电影赠品（入场特典）及仅限电影院发售之限量版商品，并请主要配音演员于5月17日和25日进行公开纪念舞台致辞。

## 歌曲
| 曲序 | 曲目                                             | 作曲     | 演唱    |
| ---- | ------------------------------------------------ | -------- | ------- |
| 1.   | アストライド（片头曲）                           |          | TrySail |
| 2.   | 色褪せない夢（片尾曲——不褪色的梦 Japanese Ver.） | 犬舍乐队 |         |